# Nati nel 1267
| Questa pagina contiene informazioni ricavate automaticamente dalle voci biografiche con l'ausilio del template Bio e di un bot. L'aggiornamento è periodico e automatico e ricostruisce completamente la pagina. Se manca una persona in questa lista, sei pregato di non aggiungerla, ma accertati piuttosto che la sua voce biografica contenga il template Bio e che i dati anagrafici siano correttamente compilati. Se il template Bio manca, inseriscilo tu stesso o, in alternativa, metti l'avviso {{tmp\|Bio}} che ne segnala la mancanza. Se i dati riportati sono sbagliati, correggi direttamente la voce biografica; le modifiche saranno visibili in questa lista entro pochi giorni. Per chiarimenti vedi il progetto biografie. La lista contiene solo le 10 persone che sono citate nell'enciclopedia e per le quali è stato implementato correttamente il template Bio. Pagina aggiornata al 26 lug 2025. |

- 3 marzo - Gemma Donati, italiana
- 10 agosto - Giacomo II d'Aragona, re († 1327)
- 17 dicembre - Go-Uda, imperatore giapponese († 1324)
- Clemenza d'Asburgo, nobildonna
- Enrico I di Brunswick-Lüneburg, nobile tedesco († 1322)
- Ruggero da Fiore, mercenario italiano († 1305)
- Giacomo di Castiglia, principe († 1284)
- Giotto, pittore e architetto italiano († 1337)
- Giovanni I di Namur, marchese († 1330)
- Niccolò della Scala, politico italiano